# Ротенберг, Евсей Иосифович
Евсе́й Ио́сифович Ротенбе́рг (18 июля 1920, Тула — 15 октября 2011, Москва) — советский и российский искусствовед, один из крупнейших специалистов по истории и теории западноевропейского изобразительного искусства XVI—XVII веков, автор основополагающих трудов по классическому искусству Западной Европы. Доктор искусствоведения (1991), почётный член Российской академии художеств (2008).

## Биография, этапы научной деятельности
Родился 18 июля 1920 года в Туле, в семье бухгалтера. Увлечение изобразительным искусством возникло в результате саморазвития, а не передалось Евсею Ротенбергу от родителей: его отец «принадлежал к такому типу людей, которые совершенно не имеют предрасположенности к восприятию изобразительного», мать была домохозяйкой; в семье, по собственным словам Е. И. Ротенберга, «не было ни книг, ни тем более картин».
В 1938 году Евсей Ротенберг поступил на искусствоведческое отделение Московского института истории, философии и литературы (ИФЛИ), где учился у Н. И. Романова, М. В. Алпатова, В. Н. Лазарева. В начале войны трижды пытался призываться в армию, но из-за плохого зрения не был призван и после закрытия института уехал с родителями в эвакуацию. Через год, получив при содействии профессора М. В. Алпатова вызов в Москву, вернулся и продолжил обучение в МГУ имени М. В. Ломоносова. Работал на трудовом фронте.
В 1944 году, ещё до окончания университета, Е. И. Ротенберг поступает работать в отдел западноевропейского искусства Музея изобразительных искусств им. А. С. Пушкина. Музей стал вторым важным этапом в профессиональном и творческом формировании ученого. Е. И. Ротенбергу выпало участвовать в процессе возрождения музея к нормальной жизни. Именно здесь он впервые вступил в тесный практический контакт с художественными произведениями, постиг многие особенности их музейного существования, в частности науку экспозиции, и навсегда проникся убеждением, что основу искусствознания составляет непосредственное соприкосновение с произведением искусства: памятник — это главный предмет изучения. Это убеждение было подкреплено в связи с культурным событием особого значения: в первые послевоенные годы Музей им. А. С. Пушкина принял на хранение коллекции германских музеев и прежде всего — собрание Дрезденской галереи. Ротенберг был назначен хранителем её экспозиционной части. Позднее Евсей Иосифович дал очень образную оценку музейного этапа на пути становления профессионального искусствоведа:

«…Я бы сказал, что музейная работа для историка искусств — это как военная служба для мужчины. Через это надо пройти».— Е. И. Ротенберг. (Л. С. Чаковская «Беседы с Е. И. Ротенбергом»).
В 1948 году Е. И. Ротенберг поступает в аспирантуру. Дипломную работу в университете, об искусстве Вермеера, а затем и кандидатскую диссертацию («Реалистические основы голландской живописи XVII века. (Рембрандт и мастера жанровой живописи)») он готовил у Б. Р. Виппера. Учёбу в аспирантуре Ротенберг совмещал с работой учёным секретарем в Музее им. А. С. Пушкина, на эту должность его назначили в 1947 году.
В 1949 году экспозицию из собрания Дрезденской галереи (которая просуществовала в Музее им. А. С. Пушкина несколько лет в «полузакрытом» режиме) разобрали и убрали в запасники, а музей был превращен в постоянно действующую выставку подарков на 70-летие Сталина. Большая часть сотрудников была уволена, а вся музейная работа была фактически свернута. В 1950 году Е. И. Ротенберг уходит из музея и целиком сосредотачивается на учёбе в аспирантуре, которую заканчивает в 1952 году.
Следующий этап в деятельности ученого связан с Институтом теории и истории изобразительных искусств Академии художеств СССР, где он работал в секторе западноевропейского искусства с 1953 по 1971 год. Продолжая готовить диссертацию (защита состоялась в 1956 г.), Е. И. Ротенберг вошел в авторский коллектив по созданию многотомной «Всеобщей историей искусств» (под общей редакцией А. Д. Чегодаева. Труд такого объёма и основательности предпринимался в советском искусствознании впервые и был призван создать необходимый общий базис отечественной науки об искусстве, дать специалистам и широкому кругу читателей представление о мировом художественном процессе в целом. Участие Е. И. Ротенберга в подготовке этого труда было многообразным: он выступал как автор целого ряда отдельных глав, как редактор нескольких томов, как составитель иллюстративных разделов. В эти годы он проявил себя специалистом самой широкой эрудиции, как общей, так и специальной, связанной с кругом его главных научных интересов. По мнению Ротенберга, каждый профессионал в области искусствознания должен быть готовым «схватиться» с любым культурно-художественным объектом, если того потребуют обстоятельства. Эта прагматика ремесла позволила ему сделать вывод, превратившийся со временем в максиму, которую он неоднократно высказывал своим сотрудникам, в разных ситуациях: «историк искусства обязан мыслить культурой в целом».
К середине шестидесятых годов Е. И. Ротенберг вступил в период творческой зрелости. Определились ведущие темы его исследований: искусство Возрождения в Италии и западноевропейское искусство XVII века. Первой важной вехой на этом этапе его работы стала монография о Микеланджело, вышедшая в 1964 году, затем последовали два тома, написанные им для серии «Памятники мирового искусства»: «Искусство Италии XVI века» (1967) и «Западноевропейское искусство XVII века» (1971). В работе над книгами из серии «Памятников мирового искусства» Ротенберг выступил не только как автор и член редколлегии, но и как один из разработчиков концепции этого издания. Замысел «Памятников» возник ещё в процессе работы над «Всеобщей историей искусств», в творческом диалоге между Е. И. Ротенбергом и Р. Б. Климовым, которые сформулировали программный принцип новой многотомной серии: шедевры «всех времен и народов» будут призваны одновременно выступить олицетворением создавшей их культуры и вместе с тем подняться над ней, преодолеть её границы (и, стало быть, её и свою собственную ограниченность) и раскрыться заново, как абсолютное в себе звено мирового процесса, в едином ряду выдающихся творческих итогов, достигнутых на протяжении многих тысячелетий. Этот принцип был реализован Е. И. Ротенбергом не только на материале двух его книг, вышедших в рамках серии «Памятники мирового искусства», но и стал ключевой задачей его последней монографии «Общие эволюционные закономерности художественного процесса», работа над которой осталась незавершенной.
В начале 1970-х Е. И. Ротенберг был вынужден покинуть Институт теории и истории изобразительных искусств Академии художеств СССР из-за конфликта с вице-президентом Академии В. С. Кеменовым, подвергшим острой критике факт отсутствия категории «реализм» в написанной Евсеем Иосифовичем характеристике европейского искусства XVII века для соответствующего тома «Памятников мирового искусства» (1971).

«К этому времени альфой и омегой Академии художеств и института был реализм: реализм, реализм, реализм. Всякая работа начинается со слова „реализм“. <…> Но потом уже к этому стали охладевать, стали спорить о том, что такое реализм, — до этого реализм был бесспорным, а тут стали спорить, что есть реализм, что такое реализм, и в общем потерялось всякое представление о реализме. Ну и в самом деле: искусство XVII века — Веласкес и Рембрандт — безусловно, реалистическое. А искусство Возрождения — Рафаэль, Леонардо, Микеланджело — они реалисты или нет? Тут сразу возникал терминологический спор. Нет, они вроде не совсем реалисты, так же не бывает, чтобы все ходили обнаженные и красивые. Значит, реализм XVII века как бы выше, а искусство Высокого Возрождения — это скорее искусство идеала, чем реализм. Получилась такая путаница в трех соснах. <…> И вот во избежание всех этих „перепутаниц“ я в своем „Искусстве XVII века“, которое явно реалистичное, слово „реализм“ не употребил нигде: исследуется это искусство, все говорится, и все прочее, но слово „реализм“ не применяется ввиду неясности [того], что оно означает. В. С. Кеменов, когда прочел этот мой текст, пришел в ужас: нет этого слова вообще!..».— Е. И. Ротенберг. (Л. С. Чаковская «Беседы с Е. И. Ротенбергом»).
В 1971 году Е. И. Ротенберг переходит во Всесоюзный научно-исследовательский институт искусствознания, в сектор классического искусства Запада, который после кончины Б. Р. Виппера (1967) возглавлял А. Д. Чегодаев. Там же защитил докторскую диссертацию «Западноевропейская живопись XVII века: тематические принципы» (1991). В секторе классического искусства Запада Е. И. Ротенберг трудился до конца жизни, взяв на себя руководство сектором (отделом) после смерти А. Д. Чегодаева (1994).
В 1970-х — 1980-х годах Ротенберг продолжает работать над анализом и интерпретацией ренессансного искусства — этому посвящены его монография «Искусство Италии. Средняя Италия в период Высокого Возрождения» (1974) и «Послесловие» к лекциям классика европейского искусствознания Макса Дворжака «Искусство Италии в эпоху Возрождения» (1978), — а также исследует различные стороны творческих методов Микеланджело и Тициана (в статьях, опубликованных в том же году). Наряду с ренессансной проблематикой он разрабатывает свою вторую ведущую научную тему, связанную с изучением западноевропейского искусства XVII столетия. Итогом этой работы стала обобщающая монография «Западноевропейская живопись XVII века. Тематические принципы» (1989). В разные годы были опубликованы в форме статей отдельные разделы будущей книги: общее «Введение», посвященное вопросам тематики в живописи XVII века в целом и главы, характеризующие тематические принципы в творчестве Пуссена (1981), Вермеера (1981), Рубенса (1983) и Веласкеса (1987). В 1989 году в серии «Библиотека искусствознания» выходит сборник избранных работ Е. И. Ротенберга «Искусство Италии XVI—XVII веков», в котором наряду со статьями о Микеланджело и Тициане публикуется исследование творчества Караваджо.
В 1990-е — 2000-е годы Ротенберг выходит за пределы двух своих основных тем и ставит перед собой ещё более широкую задачу: разработать «систему художественных видов» западноевропейского изобразительного искусства в контексте разных стилевых формаций. Она была реализована в двух монографиях: «Искусство готической эпохи. Система художественных видов» (2001) и «Искусство романской эпохи. Система художественных видов» (2007). Завершением этого фундаментального замысла должна была стать итоговая монография «Общие эволюционные закономерности художественного процесса», которая была Е. И. Ротенбергом заявлена за два года до кончины. Значительная часть этого незавершенного фундаментального труда осталась в рукописи, которую ещё предстоит освоить и подготовить для публикации.
17 февраля 2000 года Е. И. Ротенбергу присуждена премия Президента Российской Федерации в области литературы и искусства за 1999 год.
8 октября 2008 года решением Президиума Российской академии художеств Е. И. Ротенберг избран Почётным членом Академии.
Умер в Москве 15 октября 2011 года на 92-м году жизни. Урна с прахом захоронена в колумбарии на Новодевичьем кладбище (Колумбарий, секция 146).

## Учение о стиле и «внестилевой линии»
Крупнейшим научным достижением Е. И. Ротенберга стало учение о стиле и «внестилевой линии» развития искусства, основные положения которого были впервые сформулированы в книге «Западноевропейское искусство XVII века» (1971). Согласно Ротенбергу, проблема стиля имела ключевое значение для искусства XVII столетия и определила его особое положение в эволюции западноевропейского искусства: исключительный расцвет стиля происходит в XVII веке в пограничной ситуации начала его исторического изживания и возникновения противостоящей ему «внестилевой» формы художественного мышления.
Природа стиля была выявлена Ротенбергом как характерная идейная программа своей эпохи, которая воплощается в устойчивых принципах художественного языка, названных им «стилевой формой». Из понятия «стилевой формы» учёный вывел понятие «стиля эпохи», определив его как «стилевую форму» особо крупного масштаба, являющуюся достоянием многих национальных культур в пределах значительного художественного этапа: «стиль эпохи» — это «историко-эстетический комплекс межрегионального охвата». Таких комплексов в искусстве послеантичной эпохи Ротенберг называл четыре: это романский стиль, готика, барокко, классицизм.
Стили традиционного типа, складывавшиеся в европейском искусстве до XVII столетия (романский стиль, готика), отличала высокая мера стабильности, они обычно охватывали период жизни нескольких поколений художников. Другой их важный признак — то, что они были достоянием основной массы художников, являясь для них неизбежной, органичной и наиболее продуктивной формой образного претворения. «Стилевая форма» на уровне «стиля эпохи» отличается особой концентрированностью способов универсального воплощения всего объёма содержания, характерного для данного исторического этапа, — воплощения на уровне художественной «формулы», обладающей максимумом выразительности, экономности, емкости. При этом готику Е. И. Ротенберг называл «самой монистической из художественных систем в плане слияния и подчинения всех её элементов магистральной идее стиля», выводя это свойство из её генезиса и бытования: в отличие от полицентричности романики готика как система «зародилась и сложилась в одной стране, во Франции, более того — в одной из её областей — в Иль-де-Франсе». Готика, по его мнению, была менее вариативна, чем романика, отмечена меньшим разнообразием локальных особенностей. Осуществляемый ею синтез искусств основан не на координации обособленных частей, как в романике, а на основе тесной субординации, проистекающей из всеподчиняющей роли архитектуры. Образный и содержательный объём готического синтеза, воплощением которого выступает городской собор, беспрецедентен: собор в готическую эпоху — это не только образ мира, но «мир образов», «равного которому по охвату, по структурной сложности, по концентрации множества слагаемых в одном объекте европейское искусство не знало ни в предшествующие, ни в последующие времена»…".
XVII век представляет, по мнению Ротенберга, переломную эпоху в общей эволюции стиля. Происходит резкая дифференциация искусств, возникают новые объекты, новые темы и новые средства художественного обобщения. В этот период становится очевидной невозможность всеобщего синтеза в пределах целостной формально-содержательной системы для всех национальных культур Западной Европы. Параллельное развитие в XVII веке двух, а не одной, как прежде, стилевых систем — барокко и классицизма — симптом критической ситуации в истории эпохального стиля. Другим свидетельством кризиса «стилевой формы» как всеобъемлющего «стиля эпохи» становится расцвет станковой картины, подрывающей стилевое начало в его зерне, в его ориентации на синтез искусств. Обособление станковой картины оценивалось Е. И. Ротенбергом в связи с активизацией индивидуально-творческого начала, отсутствием строгой предопределенности для художника в следовании общим стилевым нормам, — иначе говоря, с выходом за рамки стиля и возникновением «внестилевой формы» художественного мышления. В целом культура XVII столетия характеризуется своеобразным равновесием «стилевой» и «внестилевой» форм художественного творчества .

## Особенности творческого метода
Яркое эстетическое переживание как исходный момент и ведущий стимул исследования и образный анализ как его главный инструмент составили особенность научного подхода Е. И. Ротенберга, выразившуюся в характерной ориентации ученого на «принципе эстетического максимума» — он сосредоточивал особое внимание на эпохах, где искусство переживает момент расцвета, уникального по широте развернутых возможностей и степени духовной насыщенности (Ренессанс, XVII век); на странах, где этот расцвет дал наиболее впечатляющие результаты (Италия, Голландия); на мастерах, с творчеством которых связаны вершинные достижения каждой эпохи (Микеланджело, Тициан, Рембрандт, Вермер); на магистральных тенденциях художественного процесса; на стержневых проблемах и комплексах проблем; на центральных произведениях.

«Всегда тяготевший к широким обобщениям, Е. И. Ротенберг был, тем не менее, решительным противником абстрактных спекуляций, оторванных от живой практики искусства, отстаивал разницу между художественной теорией, обобщающей особенности реального творческого процесса, и эстетикой как наукой, как философской дисциплиной. В противовес спекуляциям на языке понятий он выдвигал фундаментальную, узловую роль конкретного художественного произведения в творческом методе искусствознания. Не отрицая значение исторического и культурного контекста, роль заказчика, обстоятельств личной жизни художника считал, что все, что хочет поведать миру тот или иной памятник, то, чем он ценен современникам и потомкам, заключено в нём самом, нужно только суметь все это в нём „прочесть“. Полагал, что наиболее объективный и интересный анализ произведения искусства можно (и нужно) сделать тогда, когда мы ничего о нём не знаем, а только непосредственно исследуем его как объект наблюдения. В этой связи высоко ценил Б. Р. Виппера, который обычно избегал слишком подробного внедрения произведения или художника в средовой контекст, но обладал способностью в немногих словах быстро схватить самое главное зерно образа или творческой индивидуальности»— М. И. Свидерская.  Он человек был, человек во всем... (Памяти Е. И. Ротенберга).

## Семья
- Жена — Ирина Александровна Антонова (1922—2020), директор (1961—2013) и президент (2013—2020) ГМИИ имени А. С. Пушкина; 
  - сын — Борис (1954 — 2022).
- Брат — Григорий Иосифович Ротенберг (род. 1932), переводчик с итальянского языка.

## Избранные работы

### Монографии
- Микеланджело. — М.: Искусство, 1964. — 182 с.
- Искусство Италии XVI века. — М.: Искусство (серия «Памятники мирового искусства», Вып. 1), 1967. — 495 с.
- Искусство Голландии XVII века. — М.: Искусство, 1971. — 235 с.
- Западноевропейское искусство XVII века. — М.: Искусство (серия «Памятники мирового искусства», Вып. 4), 1971. — 520 с.
- Искусство Италии. Средняя Италия в период Высокого Возрождения. — М.: Искусство, 1974. — 213 с.
- Искусство Италии XVI—XVII веков. Избранные работы. — М.: Советский художник (серия: «Библиотека искусствознания»), 1989. — 335 с. ISBN 5-269-00016-4
- Западноевропейская живопись XVII века. Тематические принципы. — М.: Искусство, 1989. — 286 с. ISBN 5-210-00048-6
- Искусство готической эпохи. Система художественных видов. — М.: Искусство, 2001. — 233 с. — ISBN 5-210-00048-6.
- Искусство романской эпохи. Система художественных видов. — М.: Индрик, 2007. — 255 с. ISBN 5-85759-389-9

### Статьи и главы в коллективных трудах
- Искусство эпохи Эллинизма // Всеобщая история искусств, в 6 томах. Том 1. — М., «Искусство», 1956. — С. 251—288.
- Искусство Скандинавских стран и Финляндии // Всеобщая история искусств, в 6 томах. Том 2, книга 1. — М., «Искусство», 1960. — С. 469—489.
- Искусство Цейлона; искусство Индонезии // Всеобщая история искусств, в 6 томах. Том 2, книга 2. — М., «Искусство», 1960. — С. 253—279.
- Изобразительное искусство Средней Италии в период Высокого Возрождения; архитектура Нидерландов // Всеобщая история искусств, в 6 томах. Том 3 (под общей редакцией Ю. Д. Колпинского и Е. И. Ротенберга). — М., «Искусство», 1962. — С. 264—217; 295—301.
- Введение; искусство Голландии //Всеобщая история искусств, в 6 томах. Том 4 (под общей редакцией Ю. Д. Колпинского и Е. И. Ротенберга). — М., «Искусство», 1963. — С. 9-26; 127—180.
- Послесловие к лекциям Макса Дворжака // Дворжак М. Искусство Италии в эпоху Возрождения (в 2-х томах). — М., «Искусство» 1978.
- Микеланджело. Вопросы творческого метода. Место и роль живописи в творчестве Микеланджело // Микеланджело и его время (сборник статей под ред. Е. И. Ротенберга и Н. М. Гершензон-Чегодаевой). — М., «Искусство», 1978. — С. 17-31, 64-94.
- Тициан и его место в искусстве Возрождения (к 400-летию со дня смерти Тициана) // Советское искусствознание `77 (2). — М., 1978. — С. 165—190.
- Рубенс. Тематические принципы // Мастера классического искусства Запада. М., Наука, 1983. С. 33—80.
- Пуссен. Тематические принципы. Советское искусствознание `80 (2). — М., 1981. — С. 140—169.
- Вермер. Тематические принципы. Советское искусствознание `82 (2). — М., 1981. — С. 36—99.
- Веласкес. Тематические принципы. Советское искусствознание. Вып. № 22. — М., 1987. — С. 238—296.